# Église Saint-Pierre-ès-Liens de Bellicourt
Pour les articles homonymes, voir Église Saint-Pierre-ès-Liens.
L'église Saint-Pierre-ès-Liens de Bellicourt est une église située à Bellicourt, en France.

## Description

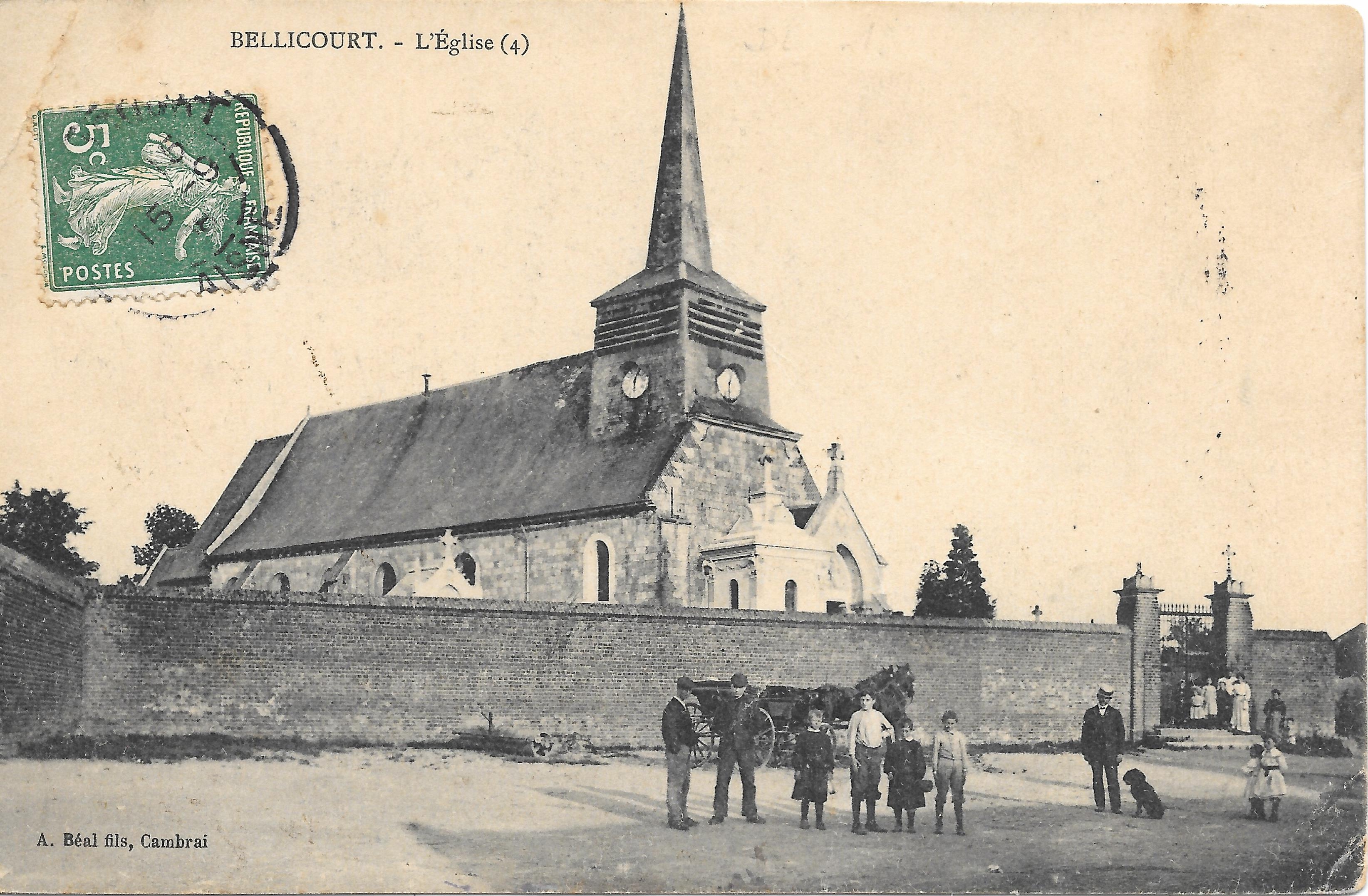
Carte postale de l'église avant la guerre 14.

## Localisation
L'église est située sur la commune de Bellicourt, dans le département de l'Aisne.